# Jean Tardito
Jean Tardito, né le 19 décembre 1933 à La Ciotat (Bouches-du-Rhône) et mort le 31 janvier 2019 à Aubagne, est un homme politique français.

## Biographie
Fils d'un menuisier et d'une aide-soignante, Jean Tardito fait des études primaires brillantes quoique perturbée par la guerre, et entre à l'école normale d'instituteur d'Aix-en-Provence en 1949. Il y fait la connaissance de plusieurs militants communistes comme Vincent Porelli, Roger Meï ou Georges Thorrand.[réf. nécessaire]
Tout comme eux, il adhère et milite au SNI auquel il sera fidèle jusqu'à la scission de la FEN de 1992, lorsqu'il adhère au SNUipp.
En 1953, il est nommé instituteur.
Mobilisé en 1954, il reste au Camp militaire de Sainte Marthe Comme sportif de haut niveau recruté par le Commandant .Libéré en 1957, il est affecté dans une école des environs de Aubagne puis à  Camp Major à Aubagne .
En 1965, il devient PEGC, et est affecté au collège Joliot-Curie d'Aubagne.
Ce n'est qu'en 1959, cependant, qu'il rejoint le PCF. En 1965, il est élu conseiller municipal d'Aubagne sur la liste conduite par Edmond Garcin,. Constamment réélu depuis, il est nommé adjoint en 1977, puis premier adjoint en 1981.
Élu conseiller général des Bouches-du-Rhône en 1976, il succède à Edmond Garcin, démissionnaire en cours de mandat, comme maire d'Aubagne en 1987.
L'année suivante, il est élu député, battant au second tour le candidat FN Ronald Perdomo. Réélu en 1993 malgré la poussée de la droite, puis de nouveau en 1997, il démissionne en juillet 1998 afin de marquer les esprits en faveur de la loi sur la limitation du cumul des mandats,.
Il apporte alors son soutien à Alain Belviso, candidat communiste qui est élu à l'occasion de la partielle organisée en septembre 1998,. L'élection est toutefois annulée pour fraude électorale, et la circonscription passe à droite lors de l'élection de 1999.
Quelques mois après avoir été réélu maire en 2001, il annonce sa décision de céder sa place à son premier adjoint depuis 1987, Daniel Fontaine,. Après 2008, il abandonne cependant son activité élective.
Il est le président du syndicat intercommunal du bassin versant de l'Huveaune de 1971 à 2008.
En 2002, il est fait chevalier de la Légion d'honneur. Il meurt le 31 janvier 2019 à Aubagne.

## Détail des fonctions et des mandats

### Mandats locaux
- 1965 - 1977 : Conseiller municipal d'Aubagne
- 1977 - 1981 : Adjoint au maire d'Aubagne
- 1981 - 20 février 1987 : 1er adjoint au maire d'Aubagne
- 20 février 1987 - 2001 : Maire d'Aubagne
- 1976 - 1988 : Conseiller général du canton d'Aubagne

### Mandats parlementaires
- 12 juin 1988 - 1er avril 1993 : Député de la 9e circonscription des Bouches-du-Rhône[16]
- 28 mars 1993 - 21 avril 1997 : Député de la 9e circonscription des Bouches-du-Rhône[17]
- 1er juin 1997 - 16 juillet 1998 : Député de la 9e circonscription des Bouches-du-Rhône[18]